# Giovanni Pietro Tencalla

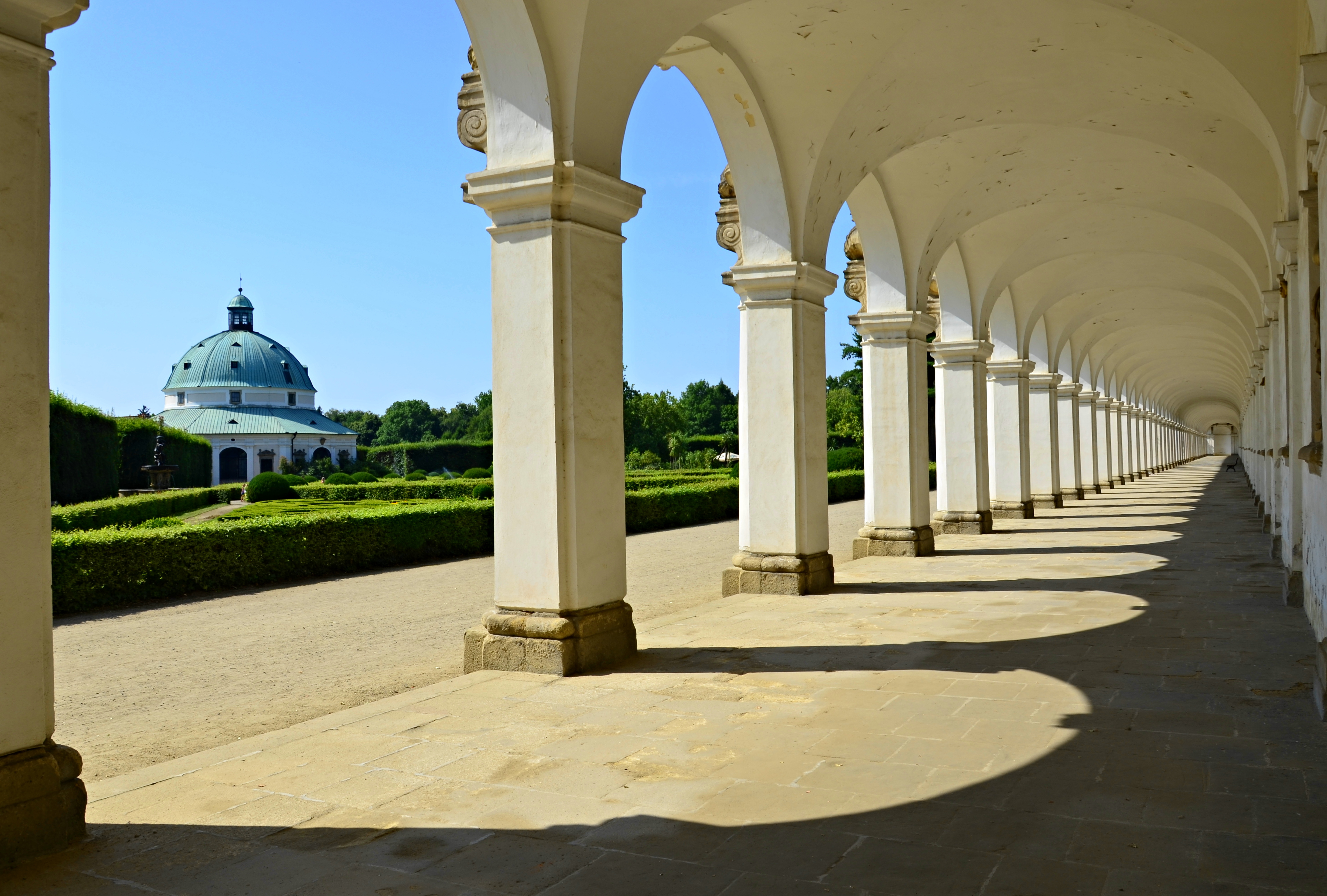
Il giardino del palazzo arcivescovile di Kroměříž, con la rotonda e il lunghissimo portico.

Giovanni Pietro Tencalla (Bissone, 17 novembre 1629 – Bissone, 6 marzo 1702) è stato un architetto svizzero attivo in Austria e in Moravia.

## Biografia
Apparteneva a una famiglia di architetti ticinesi: era figlio di Costante Tencalla, architetto del re di Polonia Ladislao IV ed era nipote di Giovanni Giacomo Tencalla, già attivo a Vienna. Mancano notizie precise sulla sua formazione, tuttavia si ritiene che sia vissuto in Polonia con il padre fino ai diciott'anni, e che poi sia stato portato a Vienna dallo zio. 
Dal 1656 al 1692 lavorò come architetto alla Corte imperiale a Vienna, dapprima come assistente di Filiberto Lucchesi e dopo la morte di questi, avvenuta nel 1666 ne divenne il successore come architetto di Corte (Hofbaumeister), carica che manterrà fino al 1701. 
Oltre all'imperatore un altro importante committente di Filiberto Lucchesi e di Giovanni Pietro Tencalla fu il vescovo di Olomouc Carlo II di Liechtenstein-Kastelkorn, che intendeva ricostruire i principali edifici della diocesi, devastati dalla guerra dei trent'anni e poteva contare su favolose rendite. Nel 1664 richiese la costruzione di un palazzo episcopale barocco, che Tencalla porterà a termine nel 1674 con la collaborazione di Baldassarre Fontana, scultore e stuccatore di Chiasso e dei pittori Innocenzo Cristoforo Monti, e Carpoforo Tencalla, un suo lontano parente di Bissone . A partire dal 1665 gli fu commissionata anche la trasformazione in palazzo barocco della fortezza di Kroměříž. Sempre avvalendosi della collaborazione di Baldassarre Fontana, ma anche di quella del pittore Paolo Pagani, diede così vita al grandioso palazzo arcivescovile di Kroměříž e ne progettò anche i giardini barocchi, con la rotonda e il porticato lungo 244 metri. Sempre nella diocesi di Olomouc progettò il monastero di Hradisko, altra costruzione colossale, in cui furono attivi anche Baldassarre Fontana e Innocenzo Cristoforo Monti. Riammodernò anche l'importante monastero di Velehrad, il santuario mariano più importante dell'odierna Repubblica Ceca. Costruì la chiesa dei premostratensi a Příbor, il santuario di Svatý Kopeček presso Olomouc.
Un altro intervento in Moravia gli fu commissionato dal conte Gabriel Serényi a Lomnice: Tencalla non solo costruì il castello comitale, ma compì un intervento urbanistico dando un nuovo assetto al centro della città, sulla cui piazza domina il santuario della Visitazione della Vergine Maria.
A Vienna uno dei suoi primi importanti incarichi fu la ricostruzione dell'ala leopoldina del palazzo imperiale, che era stata eretta da Lucchesi nel 1660 ed era stata distrutta da un incendio nel 1668: Giovanni Pietro Tencalla vi lavorò dal 1672 al 1681. Un nuovo palazzo doveva essere eretto in prossimità del palazzo imperiale per il conte Philipp Sigmund von Dietrichstein, Oberststallmeister dell'imperatore. Per il palazzo Dietrichstein (oggi palazzo Lobkowitz) fu organizzato un apposito concorso, e Giovanni Pietro Tencalla risultò il vincitore: portò a termine il suo progetto dal 1685 al 1687.